# مجمع روحانیون مبارز
مجمع روحانیون مبارز از تشکل‌های سیاسی مذهبی در ایران است و متشکل از روحانیان جناح چپ است که پس از دوم خرداد ۱۳۷۶ در جناح اصلاح‌طلبان قرار گرفتند. قبل از سال ۱۳۷۶ اعضای آن مانند موسوی خوئینی‌ها در اشغال سفارت آمریکا و علی‌اکبر محتشمی پور در تشکیل حزب‌الله لبنان نقش محوری داشتند. این تشکل با انشعاب از جامعه روحانیت مبارز و با موافقت روح‌الله خمینی در سال ۱۳۶۶ تشکیل شد. رهبری آن را از ابتدا تا سال ۱۳۸۸ مهدی کروبی بر عهده داشت. از سال ۱۳۸۰ محمد خاتمی رئیس شورای مرکزی این تشکل است و سید محمد موسوی خوئینی‌ها دبیرکلی آن را بر عهده دارد.

## تاریخچه
مجمع روحانیون مبارز در سال ۱۳۶۶، در آستانه انتخابات مجلس سوم با انشعاب روحانیون چپ‌گرا به رهبری مهدی کروبی و محمد موسوی خوئینی‌ها از جامعه روحانیت مبارز تأسیس شد. انشعاب از جامعه روحانیت با تأیید کتبی سید روح‌الله خمینی صورت گرفت. این گروه توانست در انتخابات مجلس سوم پیروزی خوبی را به دست آورد. حذف محمود دعایی و فخرالدین حجازی از فهرست انتخاباتی جامعه روحانیت مبارز برای انتخابات مجلس سوم یکی از عواملی بود که زمینه‌ساز انشعاب روحانیون چپ‌گرای طرفدار دولت موسوی در جامعه روحانیت مبارز شد. مهدی کروبی که رهبری جریان اقلیت را برعهده داشت آن را به این معنا گرفته بود که جامعه روحانیت از مسیر اصلی خود که حمایت از انقلاب و انقلابیون اصیل است دست برداشته و کسانی را که سابقه چندانی در انقلاب ندارند، بر کسانی که کاملاً سابقه دارند ترجیح می‌دهد.. موسوی خوئینی‌ها بعدها گفت که اختلاف نظر در مورد نحوه اداره کشور که در حمایت یا مخالفت از دولت میرحسین موسوی به خوبی نشان داده شده‌است، از دلایل اصلی این انشعاب بوده‌است.
خمینی در فروردین ۱۳۶۷ در این مورد نوشت: «انشعاب از تشکیلاتی برای اظهار عقیده مستقل، و ایجاد تشکیلات جدید، به معنای اختلاف نیست. اختلاف در آن موقعی است که خدای ناکرده هرکس برای پیشبرد نظرات خودبه دیگری پرخاش کند که بحمدالله، با شناختی که من از روحانیون دست اندرکار انقلاب دارم، چنین کاری صورت نخواهد گرفت. من به شما و همه کسانی که دلشان برای اسلام عزیز می‌تپد دعا می‌کنم، و توفیق آقایان را از خداوند متعال خواستارم.»
اولین شورای مرکزی مجمع به دبیرکلی مهدی کروبی و عضویت محمد موسوی خوئینی‌ها، محمدرضا توسلی، حسن صانعی، امام جمارانی، حیدرعلی جلالی، سید محمد خاتمی، رسول منتجب‌نیا، اسدالله بیات، سید محمد هاشمی، محمدعلی انصاری، صادق خلخالی، محمدعلی رحمانی، سراج‌الدین موسوی، عبدالواحد موسوی لاری، علی‌اکبر آشتیانی، ناصر قوامی، محمدعلی نظام‌زاده، محمدعلی ابطحی، هادی غفاری، اسدالله کیان ارثی، سید حمید روحانی، محمود دعایی، سید تقی درچه‌ای و عیسی ولایی تشکیل شد.
پس از انتخاب علی خامنه‌ای (یکی از اعضای جامعه روحانیت مبارز) به رهبری و پایان جنگ، اصلاح قانون اساسی و حذف پست نخست‌وزیر و افزایش اختیارات رئیس‌جمهوری (هاشمی رفسنجانی) و نهایتاً اعمال نظارت استصوابی در انتخابات مجلس چهارم (که بر اساس آن کاندیدهای انتخابات توسط شورای نگهبان رد صلاحیت شدند) مجمع نفوذ خود را در دولت و مجلس از دست داد.
محمد خاتمی (تنها عضو مجمع در دولت هاشمی رفسنجانی) در پی افزایش فشارها بر وی برای همراه شدن با نظریه «تهاجم فرهنگی» که از سوی سید علی خامنه‌ای مطرح شده بود، از پست وزارت فرهنگ استعفا داد.
پس از رد صلاحیت بسیاری از کاندیدهای مجمع در انتخابات مجلس چهارم، این تشکل بیانیه‌ای را مبنی بر کناره‌گیری از شرکت در انتخابات منتشر ساخت که روزنامه‌ها حاضر به انتشار آن نشدند. بدین ترتیب مجمع اقدام به انتشار روزنامه سلام کرد که تا یک دهه بعد به عنوان تریبون اصلی جناح چپ جمهوری اسلامی فعالیت داشت و پس از انتشار نامهٔ محرمانه سعید امامی (از مقامات وزارت اطلاعات و متهم به دست داشتن در قتل‌های زنجیره‌ای) مبنی بر لزوم تحدید مطبوعات، توقیف و پس از محاکمه در دادگاه ویژه روحانیت به مدت ۵ سال توقیف شد، گرچه پس از پایان این مدت نیز منتشر نشد.
رد صلاحیت گستردهٔ کاندیداهای مجمع توسط شورای نگهبان به دلیل عدم التزام به اسلام یا ولایت فقیه در انتخابات مجلس پنجم در سال ۱۳۷۵ نیز تکرار شد و مجمع از این انتخابات نیز کنار کشید. اما یک سال بعد محمد خاتمی از اعضای مجمع به پیروزی بزرگ و غیرمنتظره‌ای در انتخابات ریاست جمهوری هفتم دست یافت و با تفاوتی چشم‌گیر بر رقیب خود علی اکبر ناطق نوری پیروز شد.
راه‌اندازی جبهه مشارکت ایران اسلامی در دوران اصلاحات و پیروزی بزرگ این حزب در انتخابات مجلس ششم، نقش مجمع به عنوان رهبری جناح چپ را کاهش داد. اما مهدی کروبی توانست علی‌رغم آنکه در انتهای فهرست نمایندگان راه‌یافته به مجلس ششم (از تهران) قرار داشت با موافقت حزب مشارکت و سازمان مجاهدین ریاست مجلس را در اختیار گیرد. گرچه عملکرد وی در مقام رئیس مجلس، به ویژه در خصوص مسائلی چون نامهٔ خامنه‌ای برای عدم اصلاح قانون مطبوعات (و تأیید محدودیت‌های ایجاد شده در مجلس پنجم)، رد صلاحیت بی‌سابقه در انتخابات مجلس هفتم و تحصن عده‌ای از نمایندگان در مجلس و … مورد انتقاد اصلاح‌طلبان نیز بود.
مجمع در انتخابات مجلس هفتم شرکت کرد اما به موفقیتی نرسید. پس از انتخابات ریاست جمهوری نهم، مهدی کروبی (دبیر مجمع) در اعتراض به عدم حمایت کامل از وی درانتخابات و همچنین برخی اختلافات مواضع به همراه برخی دیگر، از مجمع جدا شده و حزب اعتماد ملی را تأسیس کرد. اما در انتخابات شوراهای سوم و مجلس هشتم به موفقیتی دست نیافت.
پس از کناره‌گیری کروبی، محمد خاتمی به سمت رئیس شورای سیاست‌گذاری و محمد موسوی خوئینی به سمت دبیر مجمع روحانیون انتخاب شد. در انتخابات دهمین دورهٔ ریاست جمهوری، مجمع روحانیون مبارز حمایت خود را از میرحسین موسوی اعلام کرد.
این تشکل در انتخابات ریاست جمهوری دهم با انتشار بیانیه‌هایی به حمایت از موسوی پرداخت. بعد از انتخابات در بیانیه‌هایی درخواست کرد که همه‌پرسی برای تأیید سلامت انتخابات برگزار شود تا جایی که برخی مسئولان خواستار لغو مجوز فعالیت این تشکل شدند.

## اعضاء
اعضای کنونی مجمع روحانیون مبارز: 
1. علی‌اکبر آشتیانی
2. سید هادی خامنه‌ای
3. سید محمدعلی ابطحی
4. سید مهدی امام‌جمارانی
5. مجید انصاری
6. محمدعلی انصاری
7. سید محمد موسوی بجنوردی
8. اسدالله بیات زنجانی
9. سید محمد خاتمی
10. محمدعلی خسروی
11. محمدعلی رحمانی
12. سید محمد رضوی یزدی
13. ابراهیم فاضل فردوسی
14. اسدالله کیان‌ارثی
15. محمد مقدم
16. سید سراج‌الدین موسوی
17. سید محمد موسوی خوئینی‌ها
18. سید عبدالواحد موسوی لاری
19. محمدعلی نظام‌زاده
20. سید مجتبی نورمفیدی
21. عیسی ولایی
22. علی عجم
23. سید محمد هاشمی
24. سید علی‌محمد دستغیب
25. سید حسین (روح‌الله) موسوی درچه‌ای

### درگذشتگان
1. صادق خلخالی
2. محمدعلی صدوقی
3. سید تقی درچه‌ای
4. سید علی‌اکبر محتشمی‌پور
5. علی‌اصغر رحمانی خلیلی

## رؤسا
| نام            | تصویر | شروع ریاست | پایان ریاست |
| -------------- | ----- | ---------- | ----------- |
| مهدی کروبی     |       | ۱۳۶۷       | ۱۳۸۴        |
| سید محمد خاتمی |       | ۱۳۸۴       | تاکنون      |